# Glengall Bridge
Glengall Bridge est un pont-levant dans le Millwall Inner Dock, sur l'Isle of Dogs, dans les Docklands de Londres, près de la station Crossharbour DLR. Il est situé dans le Borough de Tower Hamlets. L'actuel pont à bascule à double battant de style hollandais a ouvert ses portes en 1990, ressemblant au pont Langlois d' Arles. 
Le nom dérive de Glengall Grove qui s'étendait de West Ferry Road à Manchester Road avec un pont sur Millwall Dock exactement au même endroit. 
Dans Le monde ne suffit pas, le bateau de James Bond passe sous le pont dans la célèbre scène de poursuite sur l'eau.  